# Nathaniel Lord Britton
Nathaniel Lord Britton (1859 – 1934) è stato un botanico statunitense.
Fondò il New York Botanical Garden nel Bronx, New York. Britton nacque in Staten Island nella contea di New York. I suoi genitori cercarono nella sua giovinezza di condurlo verso studi ecclesiastici, ma lui fin da bambino fu attratto dalla botanica e dalla biologia.
Presto si laureò alla Columbia University nelle facoltà di botanica e geologia, ed inoltre fu il primo direttore del New York Botanical Garden.
Si sposò con Elizabeth Gertrude Knight, biologa e membro del Torrey Botanical Club.
Scrisse Illustrated  Flora of the Northern United States, Canada, and the British Possessions (1896).
| Britton è l'abbreviazione standard utilizzata per le piante descritte da Nathaniel Lord Britton. Consulta l'elenco delle piante assegnate a questo autore dall'IPNI. |